# Generazione del '50

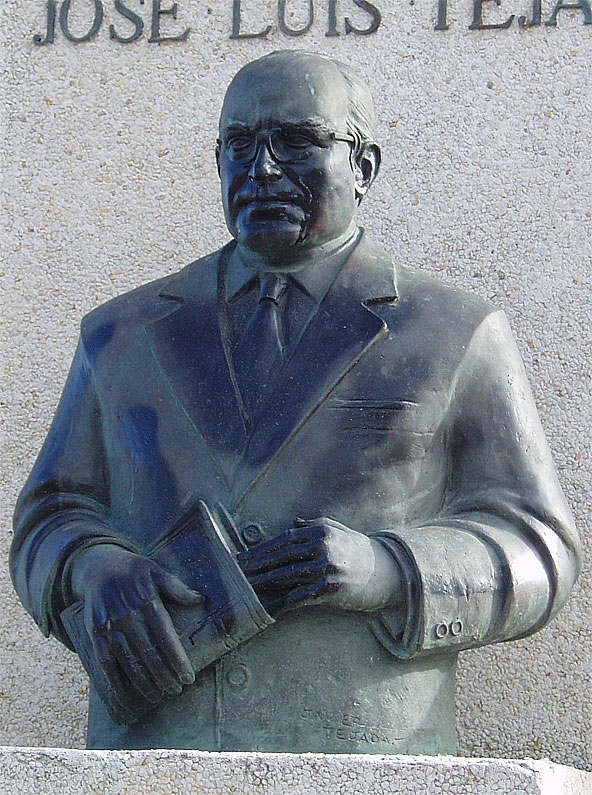
Statua di José Luis Tejada a El Puerto de Santa María

In Spagna si denomina generazione del '50 (o anche generazione dei '50) un gruppo di intellettuali spagnoli tutti nati a cavallo tra gli anni venti e gli anni trenta del XX secolo, così chiamati perché videro la loro affermazione negli anni cinquanta.
Sono considerati "figli" della guerra civile, e uniscono la rivendicazione sociale con una nuova lirica e preoccupazione per il linguaggio, incorporando al tempo stesso riflessioni metafisiche e filosofiche nelle loro opere. Non seguono, perciò, una linea accademicista. Li lega la loro condizione di intimisti. La poesia è da loro vista come atto di conoscenza, e non più come momento di comunicazione (vedi Vicente Aleixandre). Molte delle loro caratteristiche prendono corpo da alcuni membri della generazione del '98, particolarmente in Antonio Machado. Il gruppo viene solitamente diviso in due diverse scuole geografiche: la scuola poetica di Barcellona e il gruppo madrileno.
Il periodo coincide con una certa apertura del regime franchista e con la traduzione per la prima volta di molte opere di autori stranieri come T. S. Eliot o Paul Celan (e nella quale gli stessi membri della generazione del '50 partecipano o pubblicano, com'è il caso di Carlos Barral)
Elemento principale della poetica dei suoi esponenti è la realtà dell'io, nella pienezza però del contesto in cui vivono, da cui non si allontanano cercando di sfuggirne e che non sentono dunque estraneo. A questo viene inoltre anteposta l'esperienza personale, privilegiando anche l'intimismo amoroso e sentimentale.
Una grande cura è riposta anche il lessico e la cura dello stile, con una maggiore cura del verso (solitamente libero) rifiutando gli inutili preziosismi metaforici derivanti dalla produzione degli autori della generazione del '27.
Tra i membri di maggior spicco di questa generazione figurano Rafael Guillén, José Manuel Caballero Bonald, José Hierro (anche se alcuni autori lo collocano in un periodo anteriore), Ángel González, José Luis Tejada, Jaime Gil de Biedma, Eladio Cabañero, Carlos Sahagún, Antonio Gamoneda, Josè Augustin Goytisolo, José Ángel Valente, Claudio Rodríguez, Ángel Crespo e Francisco Brines, tra gli altri.